# Релей
Релей (от англ. relay, читается релэ́й) — узел, занимающийся получением/пересылкой сообщений (электронной почты).
Релей обеспечивает приём сообщения, временное хранение (часто не больше нескольких минут в случае мгновенных сообщений, до недели в случае электронной почты), пересылку сообщения узлу-получателю (или следующему релею). В случае с электронной почтой релей также может называться почтовым узлом.
Помимо хранения и пересылки релей также может проверять проходящие через него сообщения на вирусы, спам, осуществлять проверку санкционированности передачи почты (в случае релея исходящей корпоративной почты).
При приёме сообщений релей обычно требует авторизации отправителя, (при этом сообщения в зоне ответственности релея принимаются ото всех). Релеи, которые не контролируют отправителей, обычно (в случае электронной почты) называют открытыми релеями.